# Коп (город в Германии)
Коп или Копп (нем. Kopp) — община в Германии, в земле Рейнланд-Пфальц. Входит в состав района Вульканайфель. Подчиняется управлению Герольштайн. Население составляет 169 человек (на 31 декабря 2010 года). Занимает площадь 8,40 км².

## История
Первое документальное упоминание о поселении Копп (от нем. von Kuppe) датируется 1286 годом, как принадлежащее аббатству Прюм (город Прюм, нем. Prüm), однако археологические свидетельства демонстрируют следы поселения времён Римской империи близ дороги между Триром и Кёльном (нем. Römerstraße Trier–Köln), которая являлась частью «агриппиевой дороги».
В 1576 году поселение Копп переходит в состав Трирского курфюршества. После победы французских войск над австрийцами в 1794 году, местная знать оказалась лишённой своих владений, а также прав на охоту и другие феодальные привилегии. Общественное мнение Коппа сменилось с приветствий и чествований «французов-освободителей» на ненависть к «французам-оккупантам». После поражений Наполеона в Лейпциге (1813 год) и в битве при Ватерлоо (1815 год) поселение Копп оказалось во власти Пруссии (нем. Preußen, нем. Borussia).
В период с начала XX века до Второй мировой войны жители Коппа влачили бедное существование, что было типичным для всего Эйфеля (нем. Eifel). Лишь после войны положение дел стало улучшаться: развилось сельскохозяйственное производство и туризм.